# Indische Partij

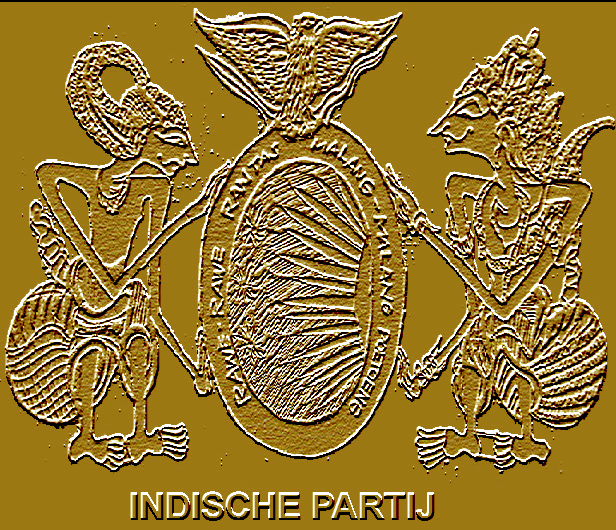

De Indische Partij (IP)  was een invloedrijke politieke organisatie die in 1912 werd opgericht door de Indische Nederlander Ernest Douwes Dekker en de Javaanse artsen Tjipto Mangoenkoesoemo en Soewardi Soerjaningrat. Het doel van het IP was om alle inheemse volkeren van Indonesië te verenigen in een strijd voor een onafhankelijke natie. De leus was Indië los van Holland. De partij kreeg niet de gehoopte brede aanhang, alleen Indo-Europeanen steunden haar, ze telde ongeveer 7000 leden. Niettemin zagen de autoriteiten in haar een bedreiging van de openbare orde, en ze werd in 1913 verboden. De koloniale autoriteiten hadden angst voor een samenwerking met de Sarekat Islam (SI), die een grote inheemse aanhang had. De drie oprichters werden naar de Banda-eilanden en daarna naar Nederland verbannen.
De partij werd opgevolgd door de Insulinde of de Nationale Indische Partij (NIP), die op zijn beurt in 1919 veranderde in het Indo-Europeesch Verbond (IEV).